# Lars-Åke Skager
Lars-Åke Skager, född 15 augusti 1944, är en svensk politiker (moderat).

## Biografi
Skager växte upp i Eskilstuna och gick som 15-åring med i Konservativ skolungdom. Som student i Uppsala engagerade han sig i Högerns ungdomsförbund och fick olika förtroendeposter hos Moderaterna. Han studerade statskunskap, modern internationell historia och nationalekonomi och tog 1970 ut sin fil. kand. i Göteborg. Under 1970-talet arbetade han bland annat som bankkonsulent på SEB, avdelningschef på Västsvenska handelskammaren och som ombudsman hos moderaterna i Göteborg.

### Kommunala uppdrag i Göteborg
Skager blev ledamot i kommunfullmäktige efter valet 1973. Mellan 1980 och 1991 var han kommunalråd i Göteborgs kommun och var bland annat ordförande i byggnadsnämnden och ansvarig för internationella kontakter. Mellan 1991 och 1994 var han borgmästare, det vill säga ordförande i kommunfullmäktige. Han var därefter fram till 2004 kommunfullmäktiges vice ordförande, då han formellt lämnade kommunpolitiken i Göteborg med kommunalrådspension. Han var därefter fram till 2015 vice ordförande i Göteborgs hamn, samt fram till 2007 medlem av styrelsen i Sweden-China Trade Council.

### Internationella relationer med Kina
Skager var drivande i att bygga upp internationella relationer mellan Göteborgs kommun och flera kommersiella vänorter runtom i världen. År 1984 fick han på uppdrag av Göteborgs hamn leda en studieresa till Shanghai och Peking där cirka trettio av hamnens kunder från rederier och stuverier deltog. Olika kontakter knöts, och 1986 tecknades ett vänortsavtal med Shanghai som skulle möjliggöra samarbeten inom kollektivtrafik, hamnverksamhet och avfallshantering. Relationen utökades 2003 med ett samförståndsavtal inom ytterligare områden från ekonomi och handel till kultur och idrott. Avtalet förnyades vart tredje år fram till 2017, men har efterhand kommit att ifrågasättas på grund av den alltmer auktoritära utvecklingen i Kina, varför avtalet avslutades 2020.

## Utmärkelser
- 2000 – Belönad med Shanghais magnolia-orden för sina insatser för staden.[2]